# Inno del generale Kim Il-sung
L'Inno del generale Kim Il-sung (김일성장군의 노래?, 金日成將軍의 노래?, Kim Il-sŏng Changgunŭi NoraeLR) è un canto patriottico nordcoreano, scritto da Ri Chan e musicato da Kim Wŏn'gyun nel 1946 in onore del padre della patria Kim Il-sung. Rientrando nel quadro del forte culto della personalità praticato nel paese nei confronti dei suoi leader, il canto è rimasto estremamente popolare e largamente eseguito in Corea del Nord anche dopo la morte del Presidente Eterno, avvenuta nel 1994.
Il motivo strumentale, senza parole cantate, è utilizzato come segnale di stacco dalla radiotelevisione pubblica nordcoreane. Fonti ufficiali di Pyongyang riferiscono altresì che il satellite Kwangmyŏngsŏng 2, che si sostiene sia in orbita dal 5 aprile 2009 (ma tale notizia è smentita da fonti militari statunitensi), si occupa di trasmettere il canto verso il cosmo. Inoltre, l'inno del generale Kim Il-sung non è l'unica canzone patriottica composta per uno dei leader del paese, infatti, nel 1997, ne fu composta una per il figlio: l'inno del generale Kim Jong-il.